# Državni poglavar
Državni poglavar je splošni izraz za individualen ali kolektiven urad, ki služi kot glavni javni predstavnik monarhije, republike, federacije ali druge vrste države. 